# Un grand amour de Beethoven
Pour plus de détails, voir Fiche technique et Distribution.
Un grand amour de Beethoven est un film français, réalisé par Abel Gance en 1936 et sorti en 1937. Il s'agit d'un film biographique consacré à Ludwig van Beethoven.

## Synopsis
Quelques moments de la vie du grand musicien, parmi lesquels ses rencontres avec Thérèse de Brunswick et Juliette Guicciardi, le drame de sa surdité et sa mort.

## Fiche technique
- Titre : Un grand amour de Beethoven
- Réalisation : Abel Gance, assisté de Jean Arroy
- Scénario : Abel Gance, Steve Passeur
- Musique : Ludwig van Beethoven; adaptation musicale: Louis Masson
- Chef-opérateur : Marc Fossard, Robert Lefebvre
- Montage : Marguerite Beaugé, Galitzine
- Direction artistique : Jacques Colombier
- Production : Marc Le Pelletier, Christian Stengel, Louis Daquin
- Société de production : Général Productions
- Son : Georges Leblond
- Pays :  France
- Format :  Son mono - 35 mm - Noir et blanc - 1,37:1
- Genre : Biopic, drame
- Durée : 115 minutes
- Date de sortie : France - 15 janvier 1937
- Affiche : René Péron (France)

## Distribution
- Harry Baur : Ludwig van Beethoven
- Annie Ducaux : Thérèse de Brunswick
- Jany Holt : Juliette Guicciardi
- André Nox : Humpholz
- Jane Marken : Esther Frechet
- Lucas Gridoux : Zmeskall
- Paul Pauley : Schuppanzigh
- Lucien Rozenberg : le comte Guicciardi
- Yolande Laffon : la comtesse Guicciardi
- Jean Debucourt : le comte Robert Gallenberg
- Jean-Louis Barrault : Karl van Beethoven
- André Bertic : Johann van Beethoven
- André Moreau : Ch. Van Beethoven
- Marcel Dalio : Steiner
- Gaston Dubosc : Anton Schindler
- Roger Blin : De Ries
- Michel Dalmeras : Franz Schubert
- Georges Paulais : le médecin
- Georges Saillard : Breuning
- Jean Pâqui : Pierrot
- Philippe Richard
- Enrico Glori
- Rika Radifé : Madame Johann van Beethoven
- Nadine Picard